# Aleksei Klumov
Aleksei Konstantinovitx Klumov, en rus Алексей Константинович Клумов (Moscou, 21 d'agost de 1907 - Moscou 5 de setembre de 1944) fou un compositor soviètic, pianista i professor de música. Artista d'honor de la BSSR (1940).

## Biografia
Aleksei Klumov va néixer el 1907 a Moscou. El 1934 es va graduar al Conservatori de Moscou, rebent les classes de piano de Heinrich Neuhaus. El 1937 es va graduar a la mateixa escola amb Neuhaus novament com a professor. També va prendre lliçons de Mikhail Gnessin.
Després de graduar-se, va aconseguir una feina com a professor de piano al Conservatori Estatal de Belarús. Des de 1939 en va ser professor associat.
Va morir sobtadament el 1944 a Moscou.
Entre les obres d'Alexei Klumov hi ha l'òpera L'espasa d'Uzbekistan (escrita juntament amb M. Burkhanov, M. Weinberg, T. Jalilov i T. Sadykov⁣; representada per primera vegada a Taixkent el 1941); comèdia musical "Les aventures de Fritz" (1944); Concert per a piano i orquestra simfònica (1943); Suite de dansa belarussa per a piano (1939), 2 sonates (ambdues de 1940), transcripció de concerts de fragments del ballet <i>Gayane</i> d'A. I. Khachaturian i l'obra homònima; cicle sobre paraules d'A. S. Puixkin per a veu i piano (1937), romanços, cançons; mostres de cançons populars belarusses. També va participar en la crítica teatral.